# Pogonichthys
Pogonichthys är ett släkte av fiskar. Pogonichthys ingår i familjen karpfiskar.
Kladogram enligt Catalogue of Life:
| Pogonichthys | \| \| Pogonichthys ciscoides \| \| \| \| \| \| Pogonichthys macrolepidotus \| \| \| \| |
|              | \| \| Pogonichthys ciscoides \| \| \| \| \| \| Pogonichthys macrolepidotus \| \| \| \| |
|              | Pogonichthys ciscoides                                                                 |
|              |                                                                                        |
|              | Pogonichthys macrolepidotus                                                            |
|              |                                                                                        |